# Valenciennea sexguttata
Valenciennea sexguttata es una especie de peces de la familia de los Gobiidae en el orden de los Perciformes.

## Morfología
Los machos pueden llegar a alcanzar los 14 cm de longitud total.

## Reproducción
Es  monógamo.

## Hábitat
Es un pez de mar y, de clima tropical (22 °C-28 °C).

## Distribución geográfica
Se encuentra desde el Mar Rojo, el Golfo Pérsico y el África Oriental hasta Samoa, las Islas Yaeyama, las Islas Ryukyu y Queensland (Australia ).

## Observaciones
Es inofensivo para los humanos.